# Partido Nacionalista de Bangladés
El Partido Nacionalista de Bangladés (en bengalí: বাংলাদেশ জাতীয়তাবাদী দল Bangladesh Jatiotabadi Dôl, en inglés: Bangladesh Nationalist Party), habitualmente abreviado BNP, fue el principal partido de centroderecha de Bangladés. El mayor partido opositor en el parlamento, el Jatiya Sangsad, hasta las Elecciones de 2014.

## Resultados electorales

### Jatiya  Sangsad
| Elección  | Candidato    | Votos      | %          | Escaños    | Gobierno   |
| --------- | ------------ | ---------- | ---------- | ---------- | ---------- |
| 1979      | Ziaur Rahman | 7.934.236  | 41,20      | 207/300    | Gobierno   |
| 1986      | Boicoteado   | Boicoteado | Boicoteado | Boicoteado | Boicoteado |
| 1988      | Boicoteado   | Boicoteado | Boicoteado | Boicoteado | Boicoteado |
| 1991      | Jaleda Zia   | 10.507.549 | 30,81      | 140/300    | Coalición  |
| Feb. 1996 | Jaleda Zia   | 11.776.481 | 100        | 300/300    | Gobierno   |
| Jun. 1996 | Jaleda Zia   | 14.255.986 | 33,60      | 116/300    | Oposición  |
| 2001      | Jaleda Zia   | 23.074.714 | 41,40      | 193/300    | Gobierno   |
| 2008      | Jaleda Zia   | 22.963.836 | 33,20      | 30/300     | Oposición  |
| 2014      | Boicoteado   | Boicoteado | Boicoteado | Boicoteado | Boicoteado |
| 2018      | Jaleda Zia   | 11.113.253 | 13,06      | 7/300      | Oposición  |